# Simignano
Simignano è una località del comune di Sovicille, nella provincia di Siena.

## Storia
Il borgo di Simignano nacque in epoca alto-medievale come castello dei nobili di Staggia, poi sottomesso alla Repubblica di Siena nel 1163. Nel XIII secolo costituì comune del contado senese e fu proprietà della famiglia Porrina di Casole d'Elsa, così come il vicino castello di Radi di Montagna. Il castello di Simignano fu invece distrutto dai Senesi nel 1316.
Nel territorio di Simignano era compreso, oltre al già citato Radi di Montagna, anche il castelletto della Sughera, già sede di un feudo con titolo di contea della famiglia degli Ardengheschi di Civitella Marittima, adesso una rovina tuttora visibile ma poco raggiungibile. I signori della Sughera, poi trasferitisi a Pievescola, hanno lì edificato una villa, poi dai Chigi di Siena donata al Papa Giulio II della Rovere.
Simignano nel 1833 contava 90 abitanti nel borgo, per un totale di 244 abitanti in tutto il contado.

## Monumenti e luoghi d'interesse
L'edificio principale del borgo è l'antica chiesa parrocchiale, intitolata a San Magno, d'impianto medievale, ma nei secoli successivi ampiamente rimaneggiata. Si presenta a navata unica, con semplice facciata a capanna. La torre campanaria è rimasta sostanzialmente invariata nel corso dei secoli: realizzata in pietra calcarea, è decorato da lesene agli angoli e da una fila di archi pensili. La chiesa conserva un pregevole ciclo di affreschi di scuola senese, risalenti circa alla prima metà del sec. XV, riemersi di recente dopo gli interventi di restauro del 2022. Ad ora è visibile il ciclo devozionale sul lato sinistro, composto da una "finta" pala d'altare dipinta sul muro, raffigurante la Vergine Maria fra due santi, opera probabilmente di Nastagio di Guasparre, altrimenti conosciuto come "Maestro di Sant'Ansano"; seguono più avanti quattro figure devozionali di santi a grandezza naturale, di qualche decennio forse precedenti al trittico, riferibili all'ambito di un autore tardo gotico, attivo tra gli anni '20 e '30 del sec. XV, noto come Pietro di Ruffolo.
Il borgo di Simignano è servito da un proprio cimitero.